# Sablja
Sáblja (ime izvira iz madžarske besede szablya) je hladno orožje za zadajanje udarcev in bodenje. Nekoliko ukrivljeno rezilo ima nabrušeno le na eni, izbočeni strani. Uporabljala jih je predvsem konjenica. Ima polkrožni ščitnik za zaščito roke. Dolga je 70 do 100 cm in je težka 700 do 1400 gramov. Zaradi ukrivljenosti ni najbolj primerna za bodenje, zato pa toliko bolj za sekanje. Ti lastnosti sta pri orientalskih sabljah zaradi večje ukrivljenosti bolj poudarjeni.
V Evropo je sablja prišla iz Azije s stepsko-nomadskimi ljudstvi, ki so jo s pridom uporabljala pri vdorih na zahod. Najbolj je bila razširjena v vzhodni Evropi (Bizanc in Rusija sta jo uporabljala že od okoli leta 1200), Zahod pa jo je posvojil razmeroma pozno, ko jo je pričela uporabljati lahka konjenica.
Danes se sablja uporablja le kot dodatek k slovesni uniformi. V Slovenski vojski dobijo novoimenovani brigadirji tudi brigadirsko sabljo, ki je simbol njihovega statusa v oboroženih silah.

## Športno sabljanje
Sablja za športno sabljanje je dolga največ 105 cm. Lahko je težka največ 500 gramov, je pa praviloma lažja. Ima ščitnik, ki ščiti roko. Prav tako ima za razliko od meča in floreta na ročaju dodaten ščitnik, ki ščiti roko pred udarci. Na ročaju ni utorov za prste in se lahko drži na različne načine. Veljajo zadetki nasprotnika, ki zadenejo roke, telo ali glavo, pri čemer ni pomembno ali je bil to udarec ali sunek.

## Vrste sabelj
- katana
- damaščanka